# Andronikos fra Rhodos
Andronikos fra Rhodos var en fornyer af den aristoteliske filosofi. Han levede 1. århundrede e. Kr. Man ved ikke om han bøde i Athen, hvor han muligvis var skolark for Lykeion eller i Rom.
Hans betydning anses oftest at være hans redigering af Aristoteles' skrifter til en samlet udgave, der dog kun indeholdt de exoteriske skrifter, de såkaldt pragmatier. Disse udgav han i anden halvdel af det første årh. e. Kr. På grund af hans udgave blev disse skrifter vidt udbredte, mens de exoteriske, altså dem Aristoteles selv havde tiltænkt udgivelse, gik tabt; de var allerede tabt på Ciceros tid. Andronikos' udgave er derfor grundlaget for alle senere udgivelser. Flere forskere har dog bestridt Andronikos rolle mht. redigeringen, især Jonathan Barnes og Werner Jaeger.
Andronikos egne skrifter, derunder Aristoteles-kommentarer, er alle gået tabt. Afhandlingen Peri pathon og en parafrase af Den nikomakhæiske etik, der tidligere blev tilskrevet ham, har vist sig at stamme fra en anden forfatter.

## Literatur
- Marian Plezia: De Andronici Rhodii studiis Aristotelicis. Nakl. Polskiew Akad. Um., Kraków 1946
- Paul Moraux: Les listes anciennes des ouvrages d'Aristote, Louvain 1951
- Paul Moraux: Der Aristotelismus bei den Griechen von Andronikos bis Alexander von Aphrodisias. Bd. 1: Die Renaissance des Aristotelismus im 1. Jahrhundert vor Christus. De Gruyter, Berlin 1973, S. 45–141
- Richard Goulet: Andronicus de Rhodes. In: Richard Goulet (Hrsg.): Dictionnaire des philosophes antiques, Bd. 1, CNRS, Paris 1989, ISBN 2-222-04042-6, S. 200−202
- Jonathan Barnes, Miriam Griffin: Philosophia Togata II, Oxford 1997, S. 24–44

## Eksterne links
- Supplement zu Andronikos in der Stanford Encyclopedia of Philosophy